# Novo pensamento político
Novo pensamento político (ou simplesmente novo pensamento ) foi a doutrina apresentada por Mikhail Gorbachev como parte de suas reformas na União Soviética. Seus principais elementos foram a ideologização da política internacional, o abandono do conceito de luta de classes, a prioridade dos interesses humanos universais sobre os interesses de qualquer classe, a crescente interdependência do mundo e a segurança mútua baseada em instrumentos políticos e não militares, o que constituiu uma mudança significativa. dos princípios anteriores da política externa soviética.  

## História
Em 1987, Gorbachev publicou o livro Perestroika and New Political Thinking ("Perestroika e a Novo Pensamento Político") e em dezembro de 1988 apresentou a doutrina do novo pensamento em seu discurso às Nações Unidas (Perestroika e Glasnost). O "novo pensamento" era de vital necessidade para a União Soviética acabar com a custosa competição da Guerra Fria, a fim de continuar as reformas econômicas internas da perestroika. 
Passos notáveis nessa direção incluíram o Tratado de Forças Nucleares de Alcance Intermediário, a retirada soviética do Afeganistão, o fim do apoio aos movimentos comunistas em todo o mundo e diminuiu o domínio soviético sobre a Europa Oriental , substituindo a Doutrina Brezhnev pela Doutrina Sinatra.  Em 1990, Gorbachev recebeu o Prêmio Nobel da Paz "por seu papel de liderança no processo de paz". O efeito geral desses desenvolvimentos foi o fim da Guerra Fria e o colapso do Império Soviético e, finalmente, da própria União Soviética. 